# Mikrogeophagus
Genre
Mikrogeophagus est un genre de poissons de la famille des Cichlidae.

## Synonymes
- Microgeophagus Frey, 1957

## Liste des espèces
Selon FishBase (25 janv. 2017) :
- Mikrogeophagus altispinosus (Haseman, 1911)
- Mikrogeophagus ramirezi (Myers & Harry, 1948)